# جون لي بمبرتون
جون لوفتس لي-پمبرتون (بالإنجليزية: John Loftus Leigh-Pemberton)‏ (1911-1997) كان فنانًا ورسامًا من المملكة المتحدة، اشتهر برسومه التوضيحية للكتب.

## الحياة والعمل
كان لي-بمبرتون حفيدًا لإدوارد لي بمبرتون [الإنجليزية]. ولد في 18 أكتوبر 1911 وتلقى تعليمه في كلية إيتون. درس الفن في لندن بين عامي 1928 و 1932. أثناء الحرب العالمية الثانية، كان مدربًا للطيران في سلاح الجو الملكي البريطاني وحصل على وسام صليب سلاح الجو [الإنجليزية] عام 1945. بالإضافة إلى الرسوم التوضيحية لكتبه، قام لي بمبرتون بأعمال إعلانية وزين عددًا من السفن. كما عمل أيضًا في سلسلة شل غايدز [الإنجليزية]. ومع ذلك، ربما قام بتنفيذ أشهر أعماله في سلسلة كتب ليديبرد للأطفال، حيث كتب وشرح العديد من السلاسل التي تتناول مواضيع التاريخ الطبيعي.